# Jo Hyeon-woo
Jo Hyeon-woo (25 de setembro de 1991) é um futebolista sul-coreano que joga pelo Ulsan HD Football Club.

## Carreira
Foi convocado para defender a Seleção Sul-Coreana de Futebol na Copa do Mundo de 2018.